# Lapin à la tournaisienne
Le lapin à la tournaisienne est une préparation culinaire traditionnelle belge originaire de la ville de Tournai, qui se mange lors du Lundi parjuré (également appelé « Lundi perdu »).
La recette de base consiste à faire roussir le lapin dans une casserole, d'y ajouter des oignons et de l'eau. La bière n'est pas utilisée, car au départ il s'agissait d'un plat destiné à une population pauvre. Plus tard, on y ajoutera également des pruneaux et des raisins. Le tout se sert accompagné d'une salade tournaisienne avec des pommes de terre cuites à la vapeur (pas de frites ni de croquettes).